# Шилоопашата пустинарка
Шилоопашата пустинарка (Pterocles alchata) е вид птица от семейство Pteroclididae.

## Разпространение и местообитание
Разпространен е в Азербайджан, Алжир, Афганистан, Египет, Израел, Индия, Йордания, Ирак, Иран, Испания, Казахстан, Киргизстан, Кувейт, Либия, Мароко, Пакистан, Португалия, Саудитска Арабия, Сирия, Таджикистан, Тунис, Туркменистан, Турция, Узбекистан и Франция.